# Sollers
Sollers – Nabierieżnyje Czełny (ros. ОАО «Соллерс – Набережные Челны», wcześniej Завод малолитражных автомобилей, w skrócie ЗМА; Zawod Małolitrażnych Awtomobilej, ZMA – Fabryka Samochodów Małolitrażowych) – rosyjskie przedsiębiorstwo branży motoryzacyjnej zajmujące się produkcją samochodów. Siedziba przedsiębiorstwa mieści się w Nabierieżnych Czełnach w Tatarstanie.
Fabryka powstała w 1987 roku. Początkowo działała jako wydział produkcji samochodów osobowych zakładów KamAZ, utworzony w celu produkcji małego samochodu Oka, produkowanego od 1987 do 2006 roku.
19 listopada 1991 roku przeorganizowano wydział produkcji samochodów osobowych KamAZ i usamodzielniono jako Fabryka Samochodów Małolitrażowych (ZMA). Od 2006 roku w produkcji jest SsangYong Rexton, a od 2007 roku modele Fiata takie jak Albea, Doblò i Palio.
W 2008 roku przedsiębiorstwo stało się własnością rosyjskiego koncernu Sollers (m.in. właściciela marki UAZ) i zmieniono nazwę na Sollers - Nabierieżnyje Czełny.

## Modele
- KAMAZ Oka (1992–2006)
- Fiat Palio (2007–2010)
- Fiat Albea (2007–2010)
- Fiat Doblò (2007–2010)
- SsangYong Rexton (od 2006)